# Storia degli Yuan
La Storia degli Yuan (zh 元史S, Yuán ShǐP, lett. "Storia di Yuan") è una delle opere storiche cinesi ufficiali conosciute come Ventiquattro Storie (zh 二十四史S, Èrshísì ShǐP). Commissionato dalla corte della dinastia Ming, secondo la tradizione politica, il testo fu composto nel 1370 dall'ufficio di storia della dinastia Ming, sotto la direzione di Song Lian (1310–1381).
La compilazione formalizzava la storia ufficiale della precedente dinastia Yuan, cui i Ming erano subentrati con la forza. Sotto la guida di Song Lian, la storia dinastica ufficiale ruppe con l'antica tradizione storiografica confuciana, stabilendo un nuovo quadro storico affermando che l'influenza della storia era pari a quella dei grandi classici confuciani nel determinare il corso delle vicende umane.

## Forma e contenuto
L'opera storica è composta da 210 capitoli che raccontano la storia della dinastia Yuan dal tempo di Gengis Khan (c. 1162–1227) alla fuga dell'ultimo imperatore Yuan, Toghon Temür ("Imperatore Huizong", 1333–1370), dalla capitale Khanbaliq (odierna Pechino) nel 1368.
I capitoli sono, a loro volta, suddivisi in:
- 47 biografie imperiali (本紀), descriventi in dettaglio la vita degli imperatori Yuan, inclusi i khagan mongoli ascendenti del primo imperatore Yuan, Kublai Khan: Gengis Khan, Ögedei, Güyük e Möngke;
- 58 trattati (志S), descriventi storia socio-economica, leggi e rituali;
- 8 Tavole cronologiche (表S); e
- 97 biografie (列傳S) di personaggi di spicco dell'epoca non appartenenti al novero degli imperatori.

I Trattati includono una Geografia (地理S), volumi 58-63, che descrive le divisioni amministrative regionali della dinastia Yuan, organizzate per provincia (行省S). La Selezione dei Funzionari (選舉S), volumi 81–84, descrive il sistema di istruzione e di esame. Il volume 81 contiene una modifica imperiale emessa nel 1291 che regola l'istituzione di scuole e accademie. Lao fornisce una descrizione di alcune delle terminologie chiave utilizzate in questa sezione della Storia degli Yuan e di come si collegano alle questioni del tempo. La sezione Poste ufficiali (百官), volumi 85-92, descrive le agenzie e le posizioni al loro interno che costituivano il governo imperiale Yuan. Farquhar spiega l'importante terminologia e l'organizzazione di questa sezione.

## Fonti
Wilkinson afferma che la principale fonte della Storia di Yuan furono i Rapporti veritieri (實錄S) compilati nel periodo 1206-1369 durante il regno dei 13 imperatori Yuan da Taizu a Ningzong: testi che per la maggior parte dovettero essere tradotti in cinese. Farquhar menziona che la sezione dei Trattati sulle Poste Ufficiali era in gran parte basata sul Jingshi Dadian (經世大典S), oggi perduto.

## Compilazione, revisione e traduzione
La storia degli Yuan fu commissionata dall'imperatore Hongwu di Ming nel secondo anno del suo regno (1369) a partire da materiali e documenti di corte che gli Yuan avevano abbandonato a Khanbaliq quand'erano fuggiti dalle incalzanti truppe del generale Xu Da. Un team di 16 studiosi, guidato da Song Lian con il contributo di Wang Yi (王禕) (1321-1372), Zhao Xun (趙壎), Li Shanchang, e altri, compilarono la prima bozza della Storia in pochi mesi.
Causa la scarsità di atti giudiziari per gli ultimi anni degli Yuan, la compilazione fu sospesa mentre veniva reperito più materiale storico. Nel 1370, dopo una seconda commissione, la Storia degli Yuan fu completata con nuovi materiali. Complessivamente, la compilazione dei 210 capitoli dell'opera richiese solo 331 giorni.
La storia degli Yuan è unica tra le storie ufficiali in quanto nessun commento o valutazione di alcun argomento biografico è stato fornito dai compilatori.
Sempre durante l'Era Qing, la storia di Yuan fu tradotta in manciù come ᠶᡠᠸᠠᠨ
ᡤᡠᡵᡠᠨ
ᡳ
ᠰᡠᡩᡠᡵᡳ, (Wylie) Yuwan gurun i suduri, (Möllendorff) Yuwan gurun i suduri. Lo studioso mongolo Dandaa tradusse invece l'intera opera in mongolo all'inizio del XX secolo. Lo sforzo fu finanziato dal governo della Repubblica Popolare Mongola e l'opera è oggi conservata negli archivi nazionali della Mongolia. Il lavoro di Schurmann del 1956, Economic Structure of the Yüan Dynasty, contiene una traduzione commentata dei volumi 93 e 94, mentre il lavoro di Xiao del 1978, The Military Establishment of the Yuan Dynasty, contiene una traduzione dei volumi 98 e 99.
Dati i numerosi errori nel testo, durante i decenni Qing e successivi furono compiuti sforzi per ricompilare la storia dello Yuan. Qian Daxin completò alcuni trattati e tavole, e Ke Shaomin, uno storico tardo Qing, ricompilò un testo di 257 capitoli in trent'anni, completandolo nel 1920. La ricompilazione di Ke, la Nuova storia degli Yuan (新元史S, Xīn Yuán ShǐP), ottenne lo status storico ufficiale dalla Repubblica di Cina nel 1921 e fu inclusa nel novero delle Ventiquattro Storie.

## Critica
La Storia degli Yuan fu criticata dagli studiosi imperiali cinesi per la sua mancanza di qualità e per i numerosi errori, attribuiti alla fretta dei compilatori. Lo storico e linguista dell'Era Qing, Qian Daxin (1728-1804), ha commentato che, delle storie ufficiali, nessuna è stata completata più rapidamente o mediocremente di quella degli Yuan. Wang Huizu (1731-1807), altro storico Qing, compilò un lavoro critico sulla Storia evidenziando più di 3.700 errori fattuali e testuali, comprese biografie duplicate per figure importanti come Subedei, nonché traslitterazioni incoerenti dello stesso nome: es. Phagspa è stato traslitterato in tre modi diversi.
L'imperatore Qianlong di Qing (r. 1735-1796), noto patrono delle arti, promosse una revisione critica della Storia degli Yuan utilizzando la lingua mongola per correggere le trascrizioni in caratteri cinesi incoerenti ed errate dei nomi mongoli riportativi. Questo progetto editoriale prese il nome di 欽定遼金元三史國語解S, lett. "Compilazione imperiale delle tre storie di Liao, Jin e Yuan spiegate nella lingua nazionale". Le correzioni di Qianlong finirono per aggravare gli errori e peggiorare ulteriormente la trascrizione di alcune parole straniere nella Storia dello Yuan. Il missionario e sinologo Marshall Broomhall (1866-1937) definì questo lavoro «così poco scientifico che le edizioni K'ien-lung delle storie di Liao, Jin e Yüan sono praticamente inutili.» Sia la vecchia sia la nuova traslitterazione sono state riportate nell'edizione di Qianlong. La parola Manciù per villaggio, farkha, sostituì Ha-li-fa, una traslitterazione di "Califfo". Bie-shi-ba-li, una traslitterazione del termine turco per la città di Bishbalik, fu trasformato in Ba-shi-bo-li, con la spiegazione che "bashi" e "boli" erano traduzioni di "testa" e "reni" in arabo. Gi-lu-rh è stato creato per suonare più estetico della traslitterazione K'ie-lu-lien, il nome del fiume mongolo Hėrlėn.